# كأس الخليج العربي 22
كأس الخليج العربي 2014 أو خليجي 22 هي النسخة الثانية والعشرون من بطولة كأس الخليج العربي لكرة القدم، وقد استضافتها مدينة الرياض، السعودية، والتي بدأت من 13 نوفمبر 2014، وذلك بعد قرار من رؤساء اتحاد الكرة الخليجية بنقل البطولة من مدينة البصرة إلى مدينة الرياض بسبب عدم استعداد العراق للاستضافة ومشكلة الأمن في البلاد.

## الاستضافة
تستضيف العاصمة السعودية الرياض البطولة للمرة الرابعة، بعد أن استضافت البطولة لثلاث أعوام وهي 1972 و1988 و2002،

## أحداث قبل البطولة

### المهلة والتجهيز للبصرة
قرر رؤساء اتحادات الخليجية لكرة القدم بمنح مدينة البصرة مهلة زمنية حتى اليوم الثاني من أكتوبر المقبل لغرض الجاهزية التامة لاستضافة دورة كأس الخليج العربي لكرة القدم الثانية والعشرين، وخلال الاجتماع الذي عقد في فندق ريتز كارلتون في العاصمة البحرينية المنامة والتي انتهت في الساعات المتأخرة من الليل يوم الثلاثاء الموافق 23 يوليو 2013م.
حيث اجتمع رؤساء الاتحادات الخليجية لكرة القدم كل من : رئيس مجلس إدارة الاتحاد البحريني لكرة القدم الشيخ علي بن خليفة آل خليفة ورئيس الاتحاد السعودي لكرة القدم أحمد عيد ورئيس الإتحاد الإماراتي لكرة القدم يوسف السركال ورئيس الإتحاد العماني لكرة القدم خالد البوسعيدي ورئيس الاتحاد القطري لكرة القدم الشيخ حمد بن خليفة آل ثاني ورئيس الاتحاد اليمني لكرة القدم د.حميد الشيباني ورئيس الاتحاد الكويتي لكرة القدم الشيخ طلال الفهد الأحمد الصباح ورئيس الإتحاد العراقي لكرة القدم ناجح حمود.
وصدر القرار بعد مشاورات طويلة امتدت لأكثر من 3 ساعات، وحصل اختلاف من الجانب العراقي خلال مناقشة توصيات لجنة التفتيش الخليجية التي قامت بزيارات متكررة إلى البصرة ودونت ملاحظاتها عن الملف العراقي الذي تضمن قصورا من الجانب البنية التحتية والحالة الأمنية التي يشهدها العراق ، والذي نتج عن إعطاء العراق مهلة زمنية قبل 2 أكتوبر عام 2013م. كما تناول المجتمعون أهم العقبات ان تعترض ضمان النجاح التنظيمي للنسخة الثانية والعشرين من البطولة، واستمعوا إلى شرح رئيس لجنة المهندسين التابعة للجنة التفتيش القطري غانم الكواري، وهو الذي أشار إلى المدة الزمنية التي تتطلب التجهيزات الكاملة للمنشآت الخاصة بملاعب البطولة والمعتمدة من الاتحاد العراقي لكرة القدم قائلا بأن العراق لم يكن جاهزا لتلك المنشآت حتى هذه اللحظة.
وسينهي الأمناء في الاتحادات الثمانية، وذلك في الاجتماع الخاص في المنامة لوضع الشروط التي يجب أن يوفرها الاتحاد العراقي لكرة القدم قبل انتهاء المهلة المحددة والتنسيق المكثف مع لجنة التفتيش الخليجية لغرض الزيارات المتعددة لمراقبة سير انجاز البنية التحتية للبصرة.
وحصل موقع الرسمي جول بالتعاون مع موقع معرض الكرة العراقية المصور على الأنباء التي تشير بأن الاجتماع خرج بتوصيات تؤكيد اعطاء العراق فرصة أكثر من شهرين، بحيث سيقوم الوفد الهندسي الخليجي لزيارة المدينة الرياضية في البصرة خلال شهر أكتوبر بغرض الاطلاع على اكمال النقاط التي وضعها الوفد، والتي من ضمنها اكمال البنية التحتية لمدينة البصرة، وفي خلاف ذلك سينقل البطولة إلى مدينة الرياض السعودية.

### مخاوف من نقل بطولة الخليج
ظهر الاخبار التي نشر موقع التواصل الاجتماعي بأن مدينة جدة السعودية هي البديل عن العراق في استضافة كأس الخليج العربي ، وكان خلفية الخبر عن مقتل مدرب نادي كربلاء محمد عباس على يد أحد القوات الأمنية خلال مباراة فريقه أمام نادي القوة الجوية في الدوري المحلي لكرة القدم مما قرر الفيفا التراجع عن رفع حظر إقامة المباريات الودية الدولية في العراق.
وقالت مستشارة الإعلامية لمكتب وزير الشباب والرياضية العراقي في تصريح لصحيفة اليوم بأن هناك من يسعى لسحب التنظيم خليجي 22 في البصرة ونقلها إلى السعودية بحجة أن البنية التحتية لم تكتمل في العراق حتى هذه اللحظة، وتخوف البعض من الوضع الأمني أثناء إقامة البطولة برغم أنها أكدت أكثر من مرة بأن البنية التحتية والوضع الأمني لا تمثل عائقا لديها، لكونها أن البطولة ستتبقى أكثر من عام على انطلاقها، وأنها لم تستغرب من محاولة البعض لسحب البطولة من العراق برغم أن وزير الرياضة العراقي طمأنهم بأن العراق بخير، وإقامة البطولة في البصرة ستكون الأثر الطيب في نفوس الشباب العراقي. وكما أضافت أن رفع الحظر عن الفيفا على العراق أصبح من ضمن أساسيات وشروط اتحادات الكرة الخليجية برغم عدم اعتراف الفيفا.
وكان وزير الشباب والرياضة العراقي جاسم محمد جعفر استبعد نقل بطولة خليجي 22 خارج البصرة، وقال في مؤتمر صحفي : إن جميع الإشارات الواردة إلينا من الأشقاء الخليجيين تشير إلى عكس ذلك تماماً، بحيث أجاب العراق رسميا عن جميع الأسئلة المتعلقة بالسكن لكبار الضيوف والجسور والطرق والملف الصحي والمنافذ الحدودية وتأشيرات الدخول للجماهير، وسلمت رسمياً إلى اللجنة الفنية لمتابعة استعداد العراق لاستضافة البطولة الخليجية في البصرة.
وأكد رئيس الاتحاد السعودي لكرة القدم أحمد عيد في صحيفة العرب القطرية بأن السعودية جاهزة لاستضافة كأس الخليج العربي 22 في مدينة جدة ، والتي ستقيم في شهر ديسمبر القادم عام 2014م في حال سحب استضافة البصرة من خليجي 22 .

### النقل إلى الرياض
قرر العراق الانسحاب من المشاركة في بطولة خليجي 22 ، وذلك بعد نقلها إلى مدينة الرياض، وقال اتحاد الكرة العراقي أن السعودية دخلت الخط في نقل الاستضافة. ، لكن قبل فترة من بداية البطولة تراجع العراق عن قراره وقرر المشاركة في البطولة 

### العراق يتحدى الفيفا
اعترض العراق على نقل دورة الخليج العربي من البصرة إلى الرياض، وقال اتحاد الكرة العراقي سنتحدى الفيفا بحضور فريقين عربيين في البصرة وهما فريق الزمالك المصري الذي سيلعب أمام نادي الزوراء، وفريق العهد اللبناني أمام ميناء العراقي.

## البث والتغطية التلفزيونية
وقد اثارت قضية بث المباريات جدلا واسعا، حيث لم يتضح البث على اية قنوات حتى يوم الافتتاح وقد تم بث المباريات على معظم القنوات الرياضية الخليجية مثل الكاس والسعودية الرياضية وغيرها من القنوات عدا دبي الرياضية وأبو ظبي الرياضية.

## منتخبات
المنتخبات المشاركة في هذه البطولة مكونة من 8 دول:
- السعودية (الدولة المستضيفة).
- الإمارات العربية المتحدة (بطل خليجي 21).
- البحرين.
- عمان.
- الكويت.
- قطر.
- اليمن.
- العراق (عَدِلت عن قرارها بالانسحاب وسوف تشارك في البطولة).[11][12]

## مرحلة المجموعات
| مفاتيح الألوان في جدول الترتيب | مفاتيح الألوان في جدول الترتيب                                                            |
| ------------------------------ | ----------------------------------------------------------------------------------------- |
|                                | اللون الأخضر يشير إلى الفرق الفائزة وثواني المجموعات والتي استطاعت الصعود إلى دور الأربعة |
|                                | اللون الأحمر يشر إلى الفرق التي لم تستطيع الصعود لدور الأربعة                             |

### مجموعة A
| فريق     | لعب | ف | ت | خ | له | عليه | ف.أ | نقاط |
| -------- | --- | - | - | - | -- | ---- | --- | ---- |
| السعودية | 3   | 2 | 1 | 0 | 5  | 1    | 4+  | 7    |
| قطر      | 3   | 0 | 3 | 0 | 1  | 1    | 0   | 3    |
| اليمن    | 3   | 0 | 2 | 1 | 0  | 1    | 1−  | 2    |
| البحرين  | 3   | 0 | 2 | 1 | 0  | 3    | 3−  | 2    |

| السعودية       | 1–1 | قطر              |
| -------------- | --- | ---------------- |
| فهد المولد 37' |     | إبراهيم ماجد 54' |

| اليمن | 0–0 | البحرين |
| ----- | --- | ------- |
|       |     |         |

| اليمن | 0–0 | قطر |
| ----- | --- | --- |
|       |     |     |

| السعودية                                                            | 3–0 | البحرين |
| ------------------------------------------------------------------- | --- | ------- |
| ناصر الشمراني 26' · عبد الله الحزئة 54' (o.g) · محمد حسين 70' (o.g) |     |         |

| السعودية        | 0-1 | اليمن |
| --------------- | --- | ----- |
| نواف العابد 28' |     |       |

| قطر | 0-0 | البحرين |
| --- | --- | ------- |
|     |     |         |

### مجموعة B
| فريق                     | لعب | ف | ت | خ | له | عليه | ف.أ | نقاط |
| ------------------------ | --- | - | - | - | -- | ---- | --- | ---- |
| عمان                     | 3   | 1 | 2 | 0 | 6  | 1    | 5+  | 5    |
| الإمارات العربية المتحدة | 3   | 1 | 2 | 0 | 4  | 2    | 2+  | 5    |
| الكويت                   | 3   | 1 | 1 | 1 | 3  | 7    | 4−  | 4    |
| العراق                   | 3   | 0 | 1 | 2 | 1  | 4    | 3−  | 1    |

| الإمارات العربية المتحدة | 0-0 | عمان |
| ------------------------ | --- | ---- |
|                          |     |      |

| العراق | 0–1 | الكويت           |
| ------ | --- | ---------------- |
|        |     | فهد العنزي 90+2' |

| الإمارات العربية المتحدة | 2-2 | الكويت                         |
| ------------------------ | --- | ------------------------------ |
| علي مبخوت 18' 35'        |     | يوسف ناصر 37' · بدر المطوع 39' |

| العراق        | 1-1 | عمان                 |
| ------------- | --- | -------------------- |
| ياسر قاسم 14' |     | كانو 51' (ضربة جزاء) |

| الإمارات العربية المتحدة | 0-2 | العراق |
| ------------------------ | --- | ------ |
| علي مبخوت 50' 62'        |     |        |

| الكويت | 5-0 | عمان                                                     |
| ------ | --- | -------------------------------------------------------- |
|        |     | عبد العزيز المقبالي 44' 89' · سعيد الرزيقي 45+2' 47' 58' |

## مرحلة خروج المغلوب
|  | نصف النهائي        | نصف النهائي        |   |                          | النهائي            | النهائي |
|  |                    |                    |   |                          |                    |         |
|  | 23 نوفمبر - الرياض |                    |   |                          |                    |         |
|  | السعودية           | 3                  |   |                          |                    |         |
|  | الإمارات           | 2                  |   |                          |                    |         |
|  |                    |                    |   |                          |                    |         |
|  |                    |                    |   |                          | 26 نوفمبر - الرياض |         |
|  |                    |                    |   |                          | قطر                | 2       |
|  |                    | السعودية           | 1 |                          |                    |         |
|  |                    |                    |   |                          |                    |         |
|  |                    |                    |   |                          |                    |         |
|  |                    |                    |   |                          | المركز الثالث      |         |
|  | 23 نوفمبر - الرياض | 23 نوفمبر - الرياض |   | 25 نوفمبر - الرياض       | 25 نوفمبر - الرياض |         |
|  | قطر                | 3                  |   | الإمارات العربية المتحدة | 1                  |         |
|  | عمان               | 1                  |   |                          | عمان               | 0       |

### الدور نصف النهائي
| عمان             | 3-1 | قطر                                         |
| ---------------- | --- | ------------------------------------------- |
| رائد إبراهيم 24' |     | حسن الهيدوس 36' · علي أسد الله قمبر 59' 67' |

| السعودية                                               | 2-3 | الإمارات العربية المتحدة |
| ------------------------------------------------------ | --- | ------------------------ |
| ناصر الشمراني 19' · نواف العابد 22' · سالم الدوسري 86' |     | أحمد خليل 53' 79'        |

### المركز الثالث
| عمان | 0 - 1 | الإمارات العربية المتحدة |
| ---- | ----- | ------------------------ |
|      |       | علي مبخوت 60'            |

### نهائي
| السعودية  | 2-1 | قطر                    |
| --------- | --- | ---------------------- |
| كريري 16' |     | مختار 18' · بوعلام 58' |

## الأبطال
| بطل كأس الخليج العربي 2014 |
| -------------------------- |
| · قطر · للمرة الثالثة      |

| الوصيف   | المركز الثالث | المركز الرابع |
| -------- | ------------- | ------------- |
| السعودية | الإمارات      | عمان          |

## الهدافون

### 5 أهداف
- علي مبخوت

### 3 أهداف
- سعيد سالم الرزيقي

### هدفين
| - عبد العزيز المقبالي - أحمد خليل | - ناصر الشمراني - نواف العابد | - علي أسد الله قمبر |  |

### هدف واحد
| - إبراهيم ماجد - حسن الهيدوس - بوعلام خوخي - المهدي علي مختار - ياسر قاسم | - فهد العنزي - بدر المطوع - يوسف ناصر - أحمد مبارك - رائد إبراهيم | - فهد المولد - سالم الدوسري - سعود كريري |

### أهداف عكسية
- عبد الله الهزاع (ضد السعودية)
- محمد حسين (ضد السعودية)

## صانعوا الأهداف

### 3 أهداف
- ناصر الشمراني

### هدفين
| - بدر المطوع - حسن الهيدوس | - عامر الحمادي - علي البوسعيدي |

### هدف واحد
| - أحمد خليل - إسماعيل مطر - حبيب الفردان - عمر عبدالرحمن | - تيسير الجاسم - سعيد المولد - نواف العابد | - سعد المخيني - فهد عوض - محمد عبدالرحمن. |

## الترتيب النهائي
في الترتيب الكامل للمنتخبات المشاركة في الكأس، يؤخذ بعين الاعتبار آخر مستوى بلغه المنتخب ومجموع النقاط المحصل عليها ثم فرق الأهداف وأخيرا عدد الأهداف المسجلة.
ملحوظة:عدد النقاط لا يفرق في الترتيب نظرا لوجود دور الأربعة والنهائي
| قطر                      | 5 | 2 | 3 | 0 | 6 | 3 | 3+ | 9  |
| السعودية                 | 5 | 3 | 1 | 1 | 9 | 1 | 8+ | 10 |
| الإمارات العربية المتحدة | 5 | 2 | 2 | 1 | 7 | 5 | 2+ | 8  |
| عمان                     | 4 | 1 | 2 | 1 | 7 | 5 | 2+ | 5  |
| أقصوا في دور المجموعات   |   |   |   |   |   |   |    |    |
| الكويت                   | 3 | 1 | 1 | 1 | 3 | 7 | 4− | 4  |
| اليمن                    | 3 | 0 | 2 | 1 | 0 | 1 | 1− | 2  |
| البحرين                  | 3 | 0 | 2 | 1 | 0 | 3 | 3− | 2  |
| العراق                   | 3 | 0 | 1 | 2 | 1 | 4 | 3− | 1  |

## إحصائيات البطولة
| المنتخب  | لعب | فاز | تعادل | خسر | له | عليه | الفرق | بطاقة صفراء | بطاقة حمراء | ضرية جزاء |
| -------- | --- | --- | ----- | --- | -- | ---- | ----- | ----------- | ----------- | --------- |
| السعودية | 5   | 3   | 1     | 1   | 9  | 5    | 4     | 10          | 0           | 0         |
| قطر      | 5   | 2   | 3     | 0   | 6  | 3    | 3     | 17          | 0           | 1         |
| الإمارات | 5   | 2   | 2     | 1   | 7  | 5    | 2     | 12          | 0           | 0         |
| عمان     | 5   | 1   | 2     | 2   | 7  | 5    | 2     | 6           | 0           | 1         |
| الكويت   | 3   | 1   | 1     | 1   | 3  | 7    | 4-    | 10          | 0           | 0         |
| اليمن    | 3   | 0   | 2     | 1   | 0  | 1    | 1-    | 4           | 0           | 0         |
| العراق   | 3   | 0   | 1     | 2   | 1  | 4    | 3-    | 8           | 0           | 0         |
| البحرين  | 3   | 0   | 1     | 2   | 0  | 3    | 3-    | 6           | 0           | 0         |
| المجموع  | -   | -   | -     | -   | -  | -    | -     | 73          | 0           | 2         |

## الجوائز

### المنتخبات
| المنتخب  | نوع الجائزة         | مقدار الجائزة  |
| -------- | ------------------- | -------------- |
| قطر      | جائزة المركز الأول  | 2.5 مليون ريال |
| السعودية | جائزة المركز الثاني | 1.5 مليون ريال |
| الإمارات | جائزة المركز الثالث | 0.5 مليون ريال |
| عمان     | جائزة المركز الرابع | 250 الف ريال   |
| عمان     | جائزة اللعب النظيف  | 200 الف ريال   |

### اللاعبون
| اللاعب      | نوع الجائزة     | مقدار الجائزة |
| ----------- | --------------- | ------------- |
| نواف العابد | جائزة أفضل لاعب | 100 الف ريال  |
| علي مبخوت   | جائزة الهداف    | 100 الف ريال  |
| قاسم برهان  | جائزة أفضل حارس | 100 الف ريال  |